# 冷凍乾燥

在相圖中，氣態和液態的邊界是由三相點到臨界點，冷凍乾燥（藍色箭頭）是將系統繞過三相點，避免由液態變為氣態（綠色箭頭）

冷凍乾燥（Freeze drying，或稱Lyophilisation、Cryodesiccation）簡稱凍乾，是利用低壓冷凍使水分昇華的乾燥方法。
這種方法常用來保存易腐壞的食物，或是使得食物更容易運送。冷凍乾燥會先冷凍食物，再將周圍壓力降低，使得食物中凍結的冰直接昇華，由固態變為氣態。

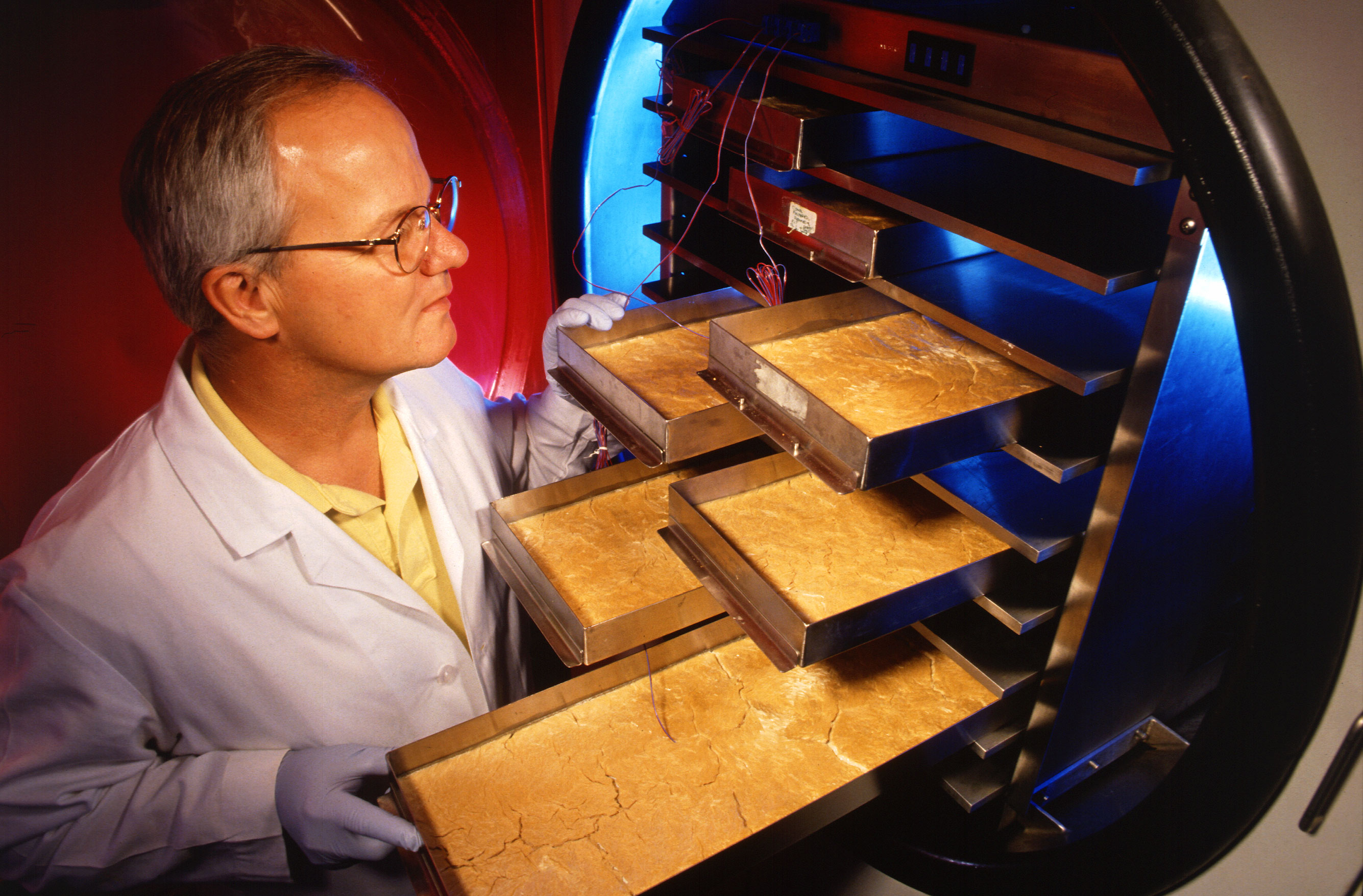
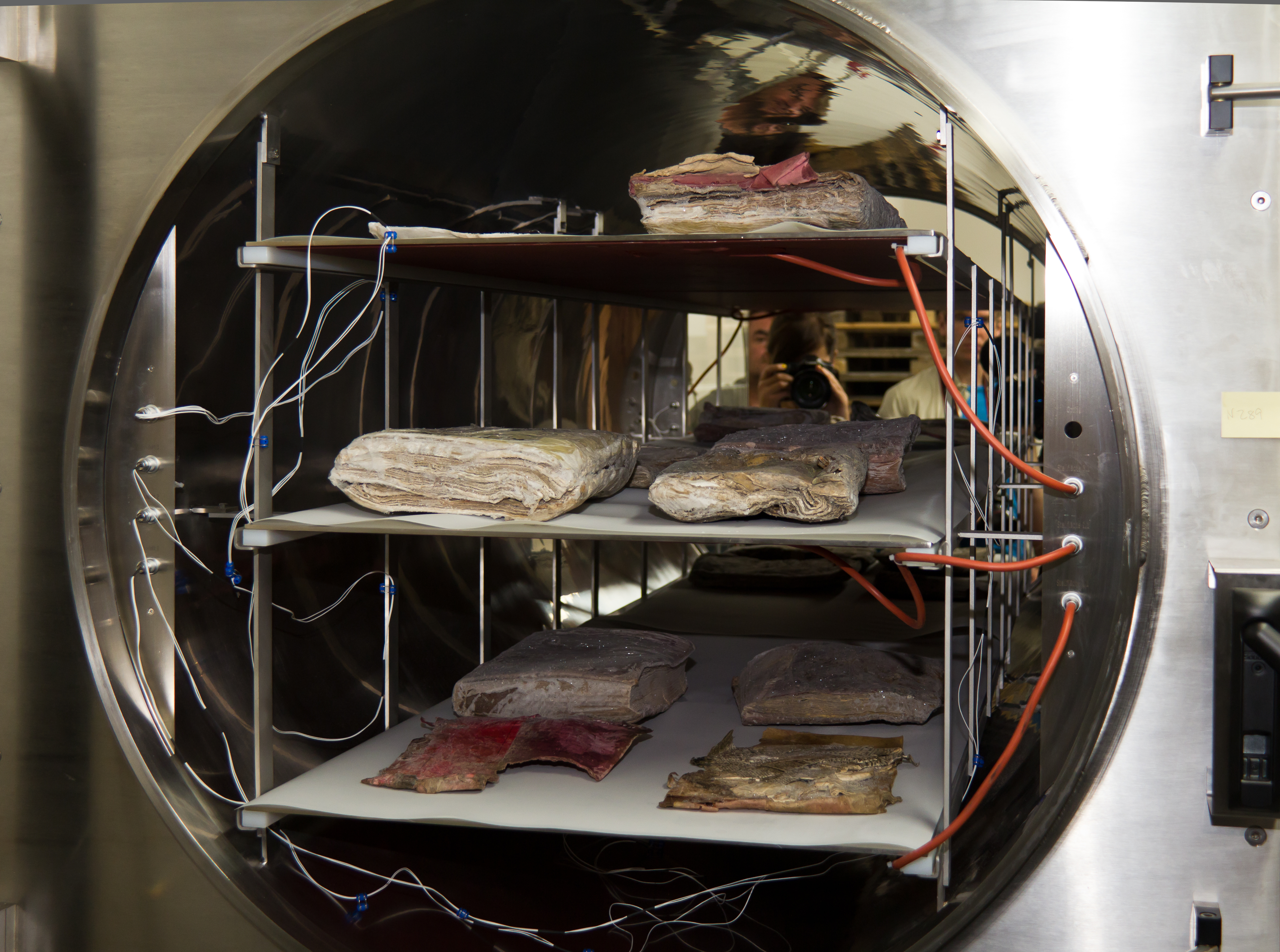
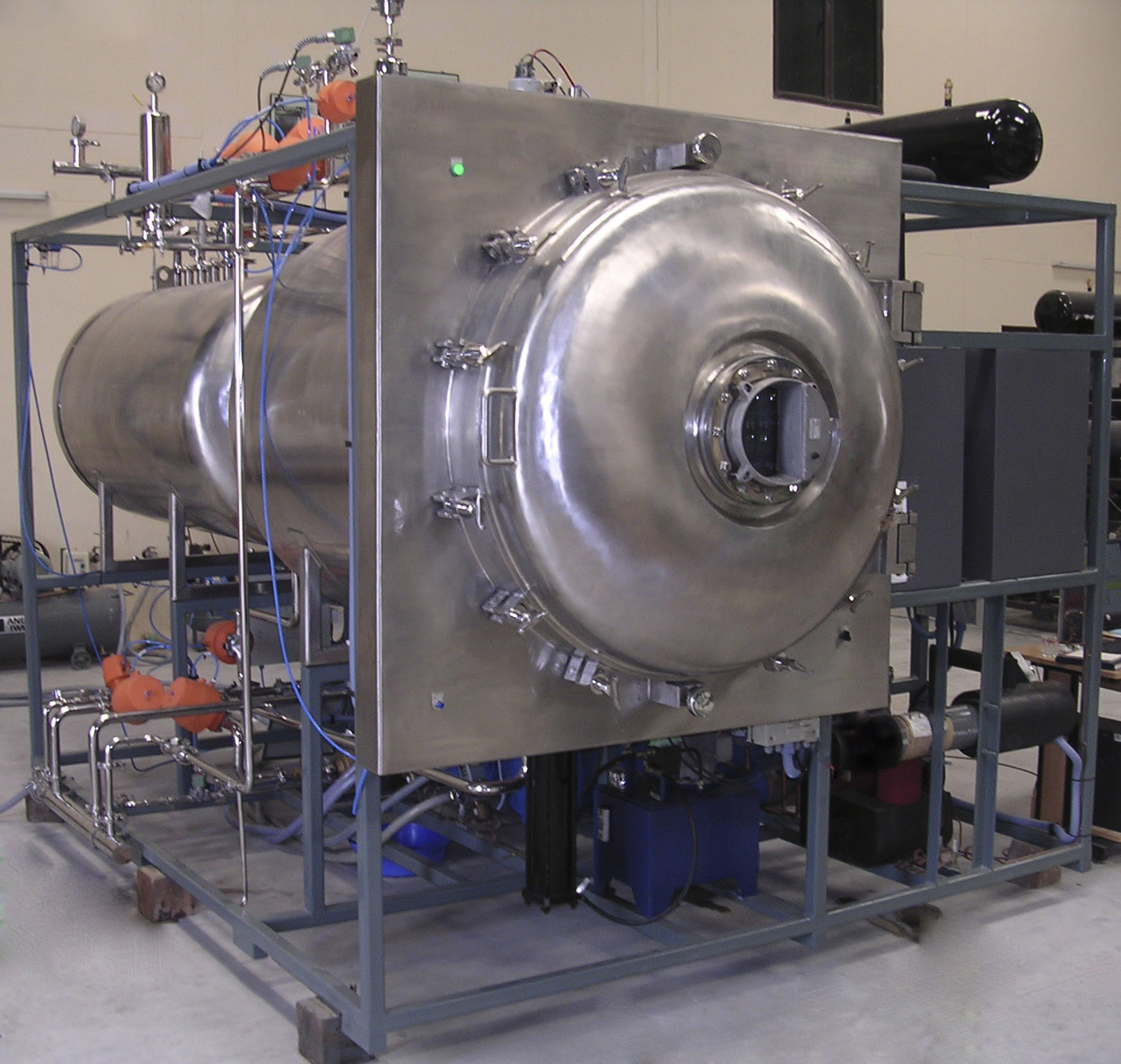
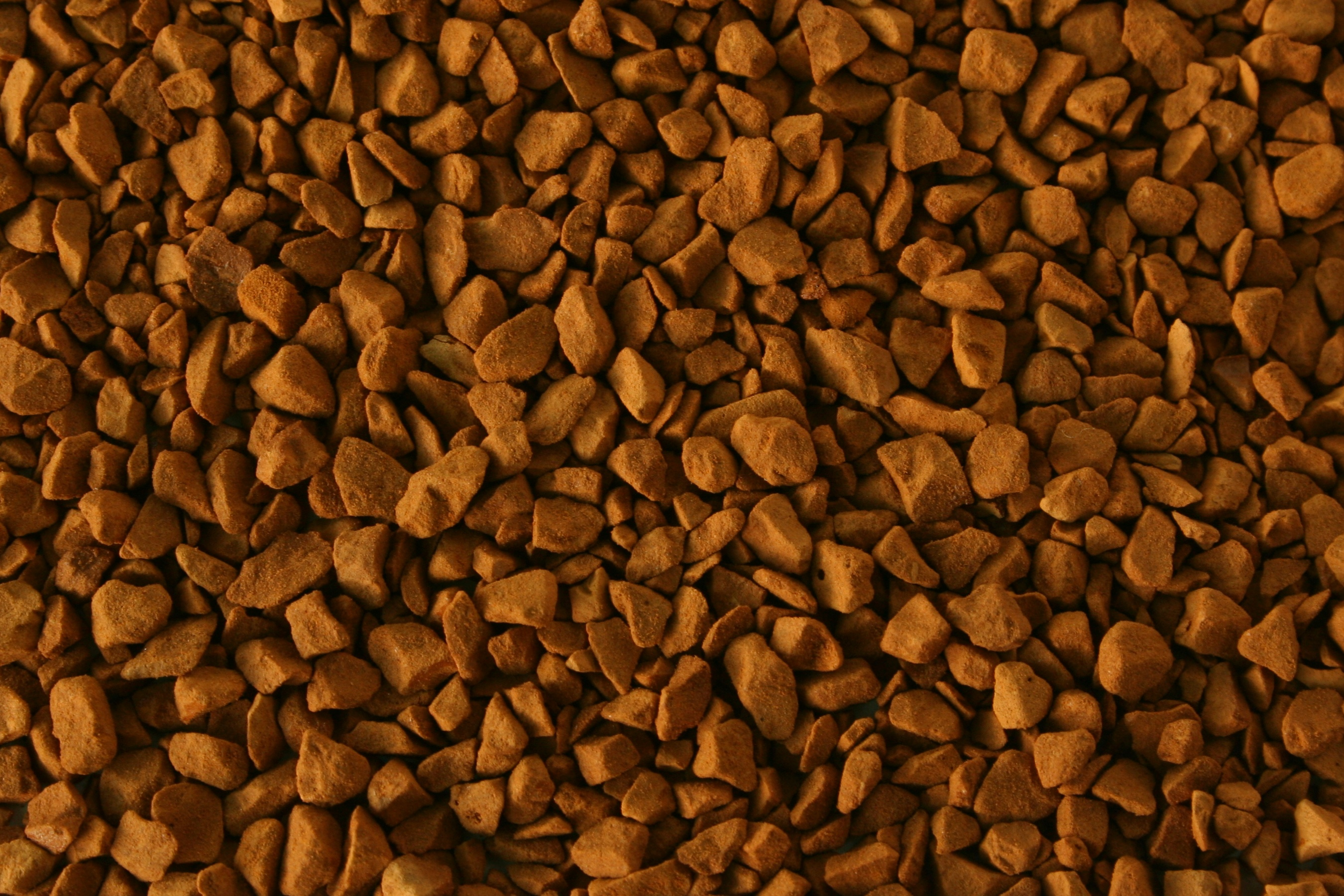
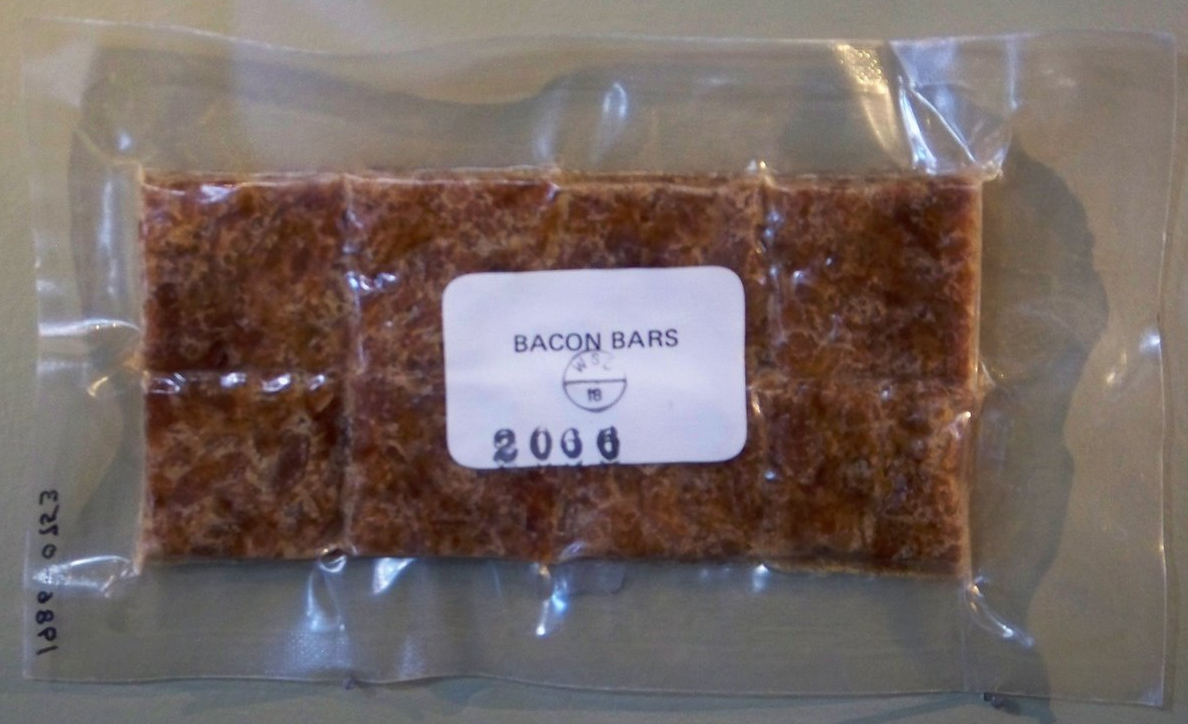

## 外部連結
- FDA Guide to Inspection of Lyophilization of Parenterals（页面存档备份，存于）